# Въоръжени сили на Испания
Въоръжените сили на Кралство Испания (на испански: Fuerzas Armadas Españolas – FFAA) са държавната институция, осигуряваща суверенитета и териториалната цялост на кралството. Освен основната територия на Иберийския полуостров, те охраняват и Балеарските острови, Канарските острови, африканските анклави на Сеута и Мелиля, както и отделни необитаеми територии (placas de soberania). Съставени са от сухопътни войски, военноморски сили, военновъздушни сили, кралска гвардия, части за реакция при бедствия, а Гражданската гвардия е жандармерийска организация на подчинение на Министерството на вътрешните работи и Министерството на отбраната. Върховен главнокомандващ е кралят, за когото е отредена титлата капитан-генерал на въоръжените сили. Испания е страна членка на НАТО.

## История
Кралство Испания възниква от брака на католическите крале Фернандо Арагонски и Исабела Кастилска, които обединяват двете кралства в персонална уния, като всеки управлява своето владение. При техните наследници владенията са обединени в единно кралство, което в резултат на Великите географски открития, колонизирането на американския континент и експлоатацията на богатствата му бързо се превръща в европейската политическа и военна суперсила. Достига зенита си при императора на Свещената римска империя Карл V (който е и крал на Испания под името Карлос I) и сина му крал Фелипе II, но следва период на дълъг упадък, предизвикан от икономически кризи, дисбалансиран бюджет и стагнация на икономиката, предизвикана от феодалните порядки в обществото. Това оставя Испания назад от страни, като Англия и Франция.
Установяването на Бурбонската династия на испанския трон на мястото на Хабсбургите стабилизира до голяма степен държавата, икономиката и въоръжените сили, но Испания вече не е великата сила от предишни исторически периоди.
Нахлуването на наполеоновите войски и окупирането на Испания предизвикват дълготрайни последици за кралството. Тронът е зает от брат на Наполеон, а американските колонии формират хунти от местните благородници, които да поемат управлението им. От 1810 г. до средата на 20-те години на века вълна от войни за независимост залива испанските колониални владения в Америките и на практика единствените територии, които остават под властта на Мадрид са Куба и Пуерто Рико. След американско-испанската война от 1898 г. Испания губи и тях, заедно с Филипините и Марианските острови в Тихия океан, и фактически единствената ѝ останала колония е Екваториална Гвинея.
През XX век военните играят важна роля в политиката на страната. Диктатурата на генерал Примо де Ривера е свалена и скоро след нея е свалена и самата монархия, като на мястото на управлението на избягалия в изгнание крал Алфонсо XIII е създадена Втората испанска република. Сблъсъците между представители на левия и десния политически спектър и последиците от световната финансова и икономическата Депресия хвърлят страната в дълбока криза и част от генералитета се вдига на бунт през 1936 г., начело с генералите Мола и Санхурхо. Впоследствие метежът прераства в Испанската гражданска война, а лагерът на метежниците, известни още Лагер на националистите е оглавен от генерал Франсиско Франко. Той получава подкрепа предимно от Третия райх и фашистка Италия, а републиканският лагер е подпомаган основно от Съветския съюз. Войната завършва през 1939 г. с победа за националистите на Франко. Макар режимът му да е определян за фашистки и въпреки подкрепата на Третия райх, Франко запазва неутралитет във Втората световна война, като изпратената на Източния фронт испанска Синя дивизия е съставена от доброволци, които се бият в състава на Вермахта.
Смъртта на Франко възкачва на престола крал Хуан Карлос I и страната тръгва в своето развитие по пътя към либерална демокрация. Последният случай на намеса на военните в политиката на страната е опитът за военен преврат от 23 февруари 1981 г., организиран от офицери от сухопътните войски и Гражданската гвардия. През 1982 г. Испания се присъединява към НАТО.

## Съвременно състояние
Испанските въоръжени сили са професионална сила с численост около 120 хил. военнослужещи и 16 400 резервисти. Към тях се прибавя Гражданска гвардия от около 80 хиляди. Военният бюджет на кралството възлиза на около 5,71 милиарда евро. Минимално повишение е предизвикано от увеличената опасност за сигурността в Европа след терористичните атаки във Франция. Към 2016 г. числеността е приблизително 20 хил. офицери и подофицери и 50 хил. войници.

### Сухопътна армия (Ejército de Tierra)
Формално начело на армията стои монархът със запазения за него чин капитан-генерал на армията. Де факто начело е офицер с чин генерал на армията. След проведената реформа на сухопътните войски, армията се състои основно от две дивизии и поддържащи командвания и съединения, като регионалните командвания на Балеарските острови, на Канарските острови, на Сеута, на Мелиля, командването за специални операции, армейската авиация и логистичното командване, както и части на централно подчинение.

#### Оперативна структура

##### Генерал на армията и началник на армейския щаб, Мадрид
Сили на сухопътните войски
- Испански корпус за бързо реагиране на НАТО, Валенсия
- Сухопътни войски[3], Севиля
  -     - 11-и Кавалерийски полк „Еспаня“, Сарагоса
      - 1-ва Бронеразузнавателна група „Лансерос бе Борбон“
      - 2-ра Бронеразузнавателна група „Нумансиа“

    - 1-ви Полк за ЯХБЗ „Валенсиа“, Валенсия
    - 1-ви Батальон за гражданско-военно сътрудничество [CIMIC], Валенсия

  - Дивизия „Сан Марсиал“
    - Дивизионен щабен батальон, Бургос
    - I Бригада „Арагон“, Сарагоса
      - 1-ви Щабен батальон
      - 4-ти Брониран полк „Павиа“, Сарагоса
        - 1-ви Танков батальон „Фландес“
        - 2-ра Бронеразузнавателна група „Хусарес де ла Принсеса“

      - 62-ри Пехотен полк „Арапилес“, Сант Климент Сессебес
        - 2-ри Механизиран (БМП) пехотен батальон „Барселона“
        - 1-ви Моторизиран (БТР) пехотен батальон „Бадахос“

      - 64-ти Планински пехотен полк „Галисиа“, Хака
        - 1-ви Планински пехотен батальон „Пиринеос“

      - 20-и Полк полева артилерия, Сарагоса
      - 1-ви Инженерен батальон
      - 1-ва Логистична група

    - X Бригада „Гусман ел Буено“, Серо Муриано
      - 10-и Щабен батальон
      - 10-и Брониран полк „Кордоба“, Серо Муриано
        - 1-ви Танков батальон „Малага“
        - 2-ра Бронеразузнавателна група „Алманса“

      - 2-ри Пехотен полк „Ла Рейна“, Серо Муриано
        - 2-ри Механизиран (БМП) пехотен батальон „Лепанто“
        - 1-ви Моторизиран (БТР) пехотен батальон „Принсеса“

      - 45-и Пехотен полк „Гареяно“, Мунгиа
        - 1-ви Моторизиран пехотен батальон „Гипускоа“

      - 10-а Група полева артилерия
      - 10-и Инженерен батальон
      - 10-а Логистична група

    - XI Бригада „Естремадура“, Бадахос
      - 11-и Щабен батальон
      - 16-и Брониран полк „Кастилия“, Бадахос
        - 1-ви Танков батальон „Мерида“
        - 2-ра Бронеразузнавателна група „Калатрава“

      - 6-и Пехотен полк „Сабоя“, Бадахос
        - 1-ви Механизиран (БМП) пехотен батальон „Кантабриа“
        - 2-ри Моторизиран (БТР) пехотен батальон „Лас Навас“

      - 67-и Пехотен полк „Терсио Вйехо де Сисилиа“, Сан Себастиан
        - 1-ви Моторизиран пехотен батальон „Легаспи“

      - 11-а Група полева артилерия
      - 11-и Инженерен батальон
      - 11-а Логистична група

    - XII Бригада „Гуадарама“, Колменар Вйехо
      - 12-и Щабен батальон
      - 61-ви Брониран полк „Алкасар де Толедо“, Колменар Вйехо
        - 1-ви Танков батальон „Леон“
        - 2-ра Бронеразузнавателна група „Виявисйоса“

      - 31-ви Пехотен полк „Астуриас“, Колменар Вйехо
        - 1-ви Механизиран (БМП) пехотен батальон „Ковадонга“
        - 2-ри Моторизиран (БТР) пехотен батальон „Уади Рас“

      - 66-и Пехотен полк „Америка“, Бериоплано
        - 1-ви Моторизиран пехотен батальон „Монтехура“

      - 12-а Група полева артилерия
      - 12-и Инженерен батальон
      - 12-а Логистична група

  - Дивизия „Кастийехос“
    - Дивизионен щабен батальон, Алкала де Енарес
    - II Легионерска бригада „Крал Алфонсо XIII“, Виатор
      - 2-ри Легионерски щабен пряпор
      - 2-ра Легионерска бронеразузнавателна група „Рейес Католикос“, Ронда
      - 3-ти Легионерски терсио „Дон Хуан де Аустриа“, Виатор
        - 7-и Моторизиран (БТР) пехотен пряпор „Валенсуела“
        - 8-и Моторизиран (БТР) пехотен пряпор „Колон“

      - 4-ти Легионерски терсио „Алехандро Фарнесио“, Ронда
        - 10-и Моторизиран пехотен пряпор „Миян Астрай“

      - 2-ра Легионерска група полева артилерия
      - 2-ри Легионерски инженерен батальон
      - 2-ра Легионерска логистична група

    - VI Парашутна бригада „Алмогаварес“, Паракуейос дел Харама
      - 6-и Щабен пряпор
      - 8-и Кавалерийски полк „Луситаниа“, Маринес
        - 1-ва Бронеразузнавателна група „Сахунто“

      - 4-ти Пехотен полк „Наполес“, Паракуейос дел Харама
        - 1-ви Парашутен пряпор „Рохер де Флор“
        - 2-ри Моторизиран пехотен пряпор „Рохер де Лауриа“

      - 5-и Пехотен полк „Сарагоса“, Алкантария
        - 1-ви Моторизиран (БТР) пехотен пряпор „Ортис де Сарате“

      - 6-а Група полева артилерия
      - 6-и Инженерен батальон
      - 6-а Логистична група

    - VII Бригада „Галисия“, Фигейридо
      - 7-и Щабен батальон
      - 12-и Кавалерийски полк „Фарнесио“, Сантовениа де Писуерга
        - 1-ва Бронеразузнавателна група „Сантиаго“

      - 3-ти Пехотен полк „Принсипе“, Сиеро
        - 1-ви Моторизиран пехотен батальон „Сан Куинтин“
        - 2-ри Моторизиран (БТР) пехотен батальон „Толедо“

      - 29-и Пехотен полк „Исабел ла Католика“, Понтеведра
        - 1-ви Моторизиран пехотен батальон „Самора“

      - 7 ма Група полева артилерия
      - 7-и Инженерен батальон
      - 7 ма Логистична група

  - Генерално комендантство на Балеарските острови
    -       - 47-и Пехотен полк „Палма“, Палма де Майорка
        - 1-ви Пехотен батальон „Филипинас“

  - Генерално комендантство на Сеута
    -       - Щабен батальон
      - 3-ти Кавалерийски полк „Монтеса“
        - 1-ва Бронеразузнавателна група „Касадорес де Африка“

      - 2-ри Легионерски терсио „Дуке де Алба“
        - 4-ти Моторизиран (БТР) пехотен пряпор „Кристо де Лепанто“

      - 54-та Група „Рехуларес де Сеута“
        - 1-ви Лекопехотен табор „Тетуан“

      - 30-и Смесен артилерийски полк
        - 1-ва Група полева артилерия
        - 6-а Зенитно ракетно-артилерийска група

      - 7-и Инженерен полк
      - 23-та Логистична група

  - Генерално комендантство на Мелиля
    -       - Щабен батальон
      - 10-и Кавалерийски полк „Алкантара“
        - 1-ва Бронеразузнавателна група „Тасдирт“

      - 1-ви Легионерски терсио „Гран Капитан“
        - 1-ви Моторизиран (БТР) пехотен пряпор

      - 52-ра Група „Рехуларес де Мелийя“
        - 1-ви Лекопехотен табор „Алусемас“

      - 32-ри Смесен артилерийски полк
        - 1-ва Група полева артилерия
        - 7 ма Зенитно ракетно-артилерийска група

      - 8-и Инженерен полк
      - 24-та Логистична група

- - Аеромобилни сили на сухопътните войски (армейска авиация)
    -       - Щабна част „Коронел Мате“, Колменар Вийехо
      - 1-ви Ударен вертолетен батальон, Алмагро [Eurocopter Tiger]
      - 2-ри Маневрен вертолетен батальон, Бетера [Eurocopter AS532UL Cougar]
      - 3-ти Маневрен вертолетен батальон, Ахонсийо [NHI NH-90TTH]
      - 4-ти Маневрен вертолетен батальон, Eл Коперо [Eurocopter AS332B1 Super Puma]
      - 5-и Транспортен вертолетен батальон, Колменар Вйехо [Boeing CH-47D Chinook]
      - Учебен център на Аеромобилните сили, Колменар Вйехо
      - Вертолетен ремонтен център, Колменар Вйехо
      - Свързочен батальон, Колменар Вйехо
      - Логистична група, Колменар Вйехо

  - Командване за специални операции „Орденес Милитарес“
    -       - Щабна група, Аликанте
      - 2-ра Група за специални операции „Гранада“
      - 3-та Група за специални операции „Валенсиа“
      - 4-та Група за специални операции „Терсио дел Ампурдан“
      - 19-а Група за специални операции „Кабайеро Лехионарио Мадерал Олеага“

  - Командване на полевата артилерия
    - Командване, Сан Андрес дел Рабанедо
    - 63-ти РСЗО артилерийски полк, Асторга
      - 1-ви РСЗО дивизион [РСЗО HIMARS]
      - 2-ри Дивизион за целеуказване [артилерийски радари ARTHUR и AN/TPQ-36, БЛА IAI Searcher MK II J]

    - 11-и Полеви артилерийски полк, Кастрийо дел Вал
      - 1-ва Група полева артилерия [самоходни гаубици M109A5]
      - 2-ра Група полева артилерия [буксирни гаубици 155/52 APU-SIAC]

    - 4-ти Брегови артилерийски полк, Сан Фернандо
      - 1-ва Група брегова артилерия [буксирни гаубици 155/52 APU (V07)]

  - Командване на противовъздушната отбрана
    - Щабен и свързочен батальон, Мадрид
    - 71-ви Противовъздушен полк, Мадрид [ПЗРК Mistral]
    - 73-ти Противовъздушен полк, Картахена [ЗРК NASAMS, ЗРК Skyguard-Aspide]
    - 74-ти Противовъздушен полк, Севиля [ЗРК MIM-104 Patriot]

  - Командване на инженерните войски
    - Командване, Саламанка
    - 1-ви Инженерен полк, Кастрийо дел Вал
      - 1-ви Сапьорен батальон

    - 11-и Специализиран инженерен полк, Саламанка
      - 1-ви Пътностроителен батальон
      - 2-ри Позиционен батальон

    - 12-и Мостови инженерен полк, Сарагоса
      - 1-ви Мостостроителен батальон
      - 2-ри Железопътен батальон

  - Командване на свързочните войски
    - Командване, Бетера
    - 1-ви Свързочен полк, Кастрийо дел Вал
      - 1-ви Свързочен батальон, Кастрийо дел Вал
      - 2-ри Свързочен батальон, Мадрид

    - 21-ви Свързочен полк, Маринес
    - 31-ви Полк за радиоелектронна война, Ел Пардо

  - части на централно подчинение
- Командване на канарските острови
  - Командване и щаб, Санта Крус де Тенерифе
  - XVI Бригада „Канариас“
    - Командване и щаб, Лас Палмас де Гран Канария
    - Щабен батальон, Лас Палмас де Гран Канария
    - 16-а Бронеразузнавателна група „Милан“
    - 9-и Пехотен полк „Сориа“, Пуерто дел Росарио, Лас Палмас
    - 49-и Пехотен полк „Тенерифе“, Санта Крус де Тенерифе
    - 50-и Противовъздушен полк „Канариас“, Лас Палмас де Гран Канария
    - 93-ти Полк полева артилерия, Сан Кристобал де ла Лагуна, Санта Крус де Тенерифе
    - 94-ти Противовъздушен полк, Лас Палмас де Гран Канария
    - 16-и Сапьорен батальон, Лас Палмас де Гран Канария и Санта Крус де Тенерифе
    - 16-а Логистична група, Лас Палмас де Гран Канария

  - 6-и Маневрен вертолетен батальон, армейска авиобаза Лос Родеос, Тенерифе [Agusta-Bell AB.212]
- Сили за оперативна логистична поддръжка, Ла Коруня
  - Логистична бригада, Сарагоса
  - Медицинска бригада, Посуело де Аларкон

Спомагателни сили
- Командване за персонал, Мадрид
- Командване за подготовка и доктрина, Гранада
- Командване за логистична поддръжка на армията, Мадрид
- Генерална инспекция на армията, Барселона
- Дирекция за икономически дела

Пряпор (Bandera) е традиционното название на батальоните на Испанския легион и Парашутната бригада. Табор е традиционното название на батальоните от местно население (Regulares) в Северна Африка. Tercio е историческото название на испанските пехотни полкове и идва от карето, изграждано от войници с алебарди по времето на Ренесанса. Моторизираните пехотни батальони там, където не е упоменато, че са на БТР-и, са въоръжени с MRAP RG-31G „Nyala“.

### Испански военноморски сили (Armada Española)
Испанските военноморски сили имат дълги и славни история и традиции и са високо уважавани както от испанското общество, така и зад граница. Високотехнологични ВМС, които са сред десетте военни флоти в света, опериращи със самолетоносач. Формално начело на армията стои монархът със запазения за него чин капитан-генерал на военноморските сили. Реално начело стои началникът на военноморския щаб с чин генерален адмирал (Almirante general), който съответства на чин адмирал в другите натовски страни. Основните военноморски съединения на испанските ВМС са Grupo Alfa (авионосно ударно съединение, патрулиращо пространството между Пиренейския полуостров и Канарските острови) и Grupo Delta (амфибийно ударно съединение, действащо в тясно сътрудничество с италианските ВМС и морска пехота). Основен приоритет е приемането на въоръжение на фрегатите тип F110 (подобрен вариант на Фрегати клас Алваро де Басан), подводниците тип S-80, доставката на последващи серии от многоцелевите патрулни корвети тип ВАМ, както и замяната на бойните самолети EAV-8B+ „Matador“ c F-35B, като за последното все още не е взето решение от страна на политическото и военно ръководство на страната.

#### Оперативна структура

##### Генерален адмирал и началник на военноморския щаб
Главен щаб на ВМС
Военноморски сили
- Щаб на военноморските сили, ВМБ Рота
  - Интегриран център за управление и администрация, ВМБ Рота
- Сили за военноморски действия
  - 1-ва Група за военноморски действия
    - Дивизион универсални снабдителни кораби (ВМБ Ел Ферол)
      - А14 „Патиньо“ и А15 „Кантабриа“

    - 31-ви Фрегатен дивизион (ВМБ Ел Ферол)
      - 5 фрегати клас Фрегати клас „Алваро де Басан“

    - 41-ви Фрегатен дивизион (ВМБ Рота)
      - 6 фрегати клас „Санта Мария“ (вариант на американските клас „Оливър Х. Пери“)

  - 2-ра Група за военноморски действия (ВМБ Рота)
    - самолетоносач/ УДК L61 „Хуан Карлос I“, десантни кораби докове L51 „Галисия“ и L52 „Кастилия“
- Военноморски окръзи
  - Военноморско командване на Канарските острови (ВМБ Лас Палмас де Гран Канария)
    - патрулни корвети и катери

  - Командване на военноморски окръг Кадис (ВМБ Кадис)
    - патрулни корвети и катери

  - Командване на военноморски окръг Ферол (ВМБ Ел Ферол)
    - патрулни корвети и катери

  - Противоминни сили (ВМБ Картахена)
    - 6 миночистача

  - Военноморски сектор на Балеарските острови
  - Водолазен център на ВМС
  - Военноморски комендантства
    - Военноморско комендантство Сан Себастиан
    - Военноморско комендантство Севиля
    - Военноморско комендантство Малага
    - Военноморско комендантство Алхесирас
    - Военноморско комендантство Виго
    - Военноморско комендантство Сеута
    - Военноморско комендантство Вийягарсиа де Ароса
    - Военноморско комендантство Аликанте
    - Военноморско комендантство Рио Миньо
- Сили на морската пехота
  - Експедиционни сили
    - Бригада морска пехота, Сан Фернандо

  - Охранителни сили
    - Северен охранителен батальон
    - Южен охранителен батальон
    - Левантийски охранителен батальо
    - Охранителна част на Военноморското командване на Канарските о-ви
    - Групировка на морската пехота в Мадрид

  - Отряд за специални военноморски бойни действия
- Авиационна флотилия на ВМС (ВМБ Рота)
- Подводна флотилия на ВМС (ВМБ Картахена)
- Център за проучвания и бойна сертификация
- Център за доктрина на флота

Спомагателни сили на ВМС
- Дирекция за персонал
- Дирекция за логистична поддръжка
- Дирекция за икономически дела

Настоящ флагман на Испанските ВМС е самолетоносачът и универсален десантен кораб L61 „Хуан Карлос I“, заменил A11 „Принсипе де Астуриас“.
Освен него флотът се състои основно от 2 десантни кораб докове, 11 фрегати, 3 дизелови подводници, 6 миночистача, 23 патрулни корвети и катери и редица спомагателни съдове с общо водоизместване около 220 хил. тона.
Към 2012 г., имат приблизителна численост от 20 800 души личен състав.

#### Морска пехота
Испанската морска пехота е най-старата в света. Към днешно време е с численост около 5000 души, разпределени в експедиционни сили, охранителни сили и специални сили на ВМС. По исторически причини полковете на морската пехота са означени като терсио („каре“).
Експедиционни сили (Tercio de la Armada – TEAR)
- Бригада морска пехота, Сан Фернандо
  - Командване и щаб на Бригада морска пехота
  - Щабен батальон
  - 1-ви Десантен батальон морска пехота
  - 2-ри Десантен батальон морска пехота
  - 3-ти Механизиран батальон морска пехота
  - Разузнавателна част
  - Десантна артилерийска група
  - Десантно-стоварителна група
  - Логистична група

Сили за охрана (Fuerza de Protección)
- Северен батальон (Tercio del Norte – TERNOR)
- Южен батальон (Tercio del Sur – TERSUR)
- Левантийски батальон (Tercio de Levante – TERLEV)
- Охранителна част на Военноморското командване на Канарските о-ви (Unidad de Seguridad del Mando Naval de Canarias – USCAN)
- Групировка на морската пехота в Мадрид (Agrupación de Infantería de Marina de Madrid – AGRUMAD)

Сили за специални военноморски бойни действия (Fuerza de Guerra Naval Especial – FGNE)
- Командно-щабна част
- Бойна част
- Част за бойна поддръжка
- Част за логистична поддръжка

Силите са сравнително добре механизирани и разполагат с бронирани разузнавателни машини, верижни и колесни амфибийни БТР-и, самоходна артилерия и противотанкови и ПЗРК ракети.

### Въздушна армия (Ejército del Aire)
Въздушна армия (по френски образец) е официалното означение на испанските военновъздушни сили. Организирани са в три основни и едно териториално командване. Оперативните сили са разположени в петнадесет основни авиобази на територията на страната и включват десет изтребителни авиоескадрили с около 130 изтребителя. Общият флот възлиза на около 450 машини от всички типове. Страната разполага със значителна авиационна индустрия и местната компания CASA SA участва в разработката и производството на Eurofighter Typhoon, от който Испания е поръчала 87 бройки за своите ВВС. Освен това в Испания се осъществява производството на перспективния европейски военнотранспортен самолет Airbus Military A400M „Atlas“.
Основната задача на военновъздушните сили е противовъздушната отбрана на страната (зенитно-ракетните подразделения са в състава на армията). Това включва наблюдение на въздушното пространство (съвместно с цивилното РВД AENA), еър полисинг и сваляне на враждебни въздушни цели при криза и война. Испанските ВВС си сътрудничат тясно с другите страни членки на НАТО в командната и оперативна структура на Алианса. Командният център за въздушни операции (CAOC) на Южния фланг на НАТО се намира в авиобаза Торехон де Ардос.
Друга основна мисия на испанските ВВС е отбраната и укрепването на международната сигурност. Това включва участието им в операции по налагане и опазване на мира и хуманитарни операции под егидата на НАТО, ЕС и ООН. Подобна операция е установяването на предна оперативна база Херат под командването на испанските ВВС и включваща основно подразделения на ВВС и испанската армейска авиация.
Помощ на населението също е важна част от операциите на испанските ВВС. Основно това е свързано с оказване на помощ при бедствия, авиоспасяването на море и в планините, както и борбата с тежките летни горски пожари, характерни за Испания.

#### Генерал на авиацията и началник на въздушния щаб, Мадрид
Щаб на военновъздушните сили
Военновъздушни сили
- Въздушно бойно командване[5], авиобаза Торехон
  - Щаб на Въздушното бойно командване
  - Дирекция системи за управление и контрол (JSMC)
  - Дирекция за въздушен трафик (JMOVA)
  - Централно въздушно командване (Mando Aéreo del Centro), Мадрид
    - 12-о Изтребително авиокрило, авиобаза Торехон де Ардос
    - 45-а Транспортна авиогрупа, авиобаза Торехон де Ардос
    - 47 ма Смесена авиогрупа, авиобаза Торехон де Ардос
    - Авиационен разузнавателен център, авиобаза Торехон де Ардос
    - Авиологистичен и изпитателен център/ 54-та Авиогрупа, авиобаза Торехон де Ардос
    - 43-та Противопожарна авиогрупа, авиобаза Торехон де Ардос
    - 35-о Транспортно авиокрило, авиобаза Хетафе
    - 42-ра Учебна авиогрупа, авиобаза Хетафе
    - 48-о Вертолетно спасително авиокрило, авиобаза Куатро Вйентос
    - Авиационен картографски център, авиобаза Куатро Вйентос
    - 37-о Транспортно авиокрило, авиобаза Виянубла
    - Учебна авиогрупа Матакан, авиобаза Матакан

  - Въздушно командване на протока (Mando Aéreo del Estrecho), Севиля
    - 11-о Изтребително авиокрило, авиобаза Морон де ла Фронтера
    - 14-о Изтребително авиокрило, авиобаза Лос Янос
    - 22-ро Морско патрулно авиокрило, авиобаза Морон де ла Фронтера
    - 23-то Учебно изтребително авиокрило, авиобаза Талавера ла Реал
    - 78-о Учебно вертолетно авиокрило, авиобаза Армия
    - Генерална авиационна академия/ 79-о Авиокрило, авиобаза Сан Хавиер
    - Парашутно училище/ 721-ва Транспортна авиоескадрила, авиобаза Алкантария

  - Левантийско въздушно командване (Mando Aéreo de Levante), Сарагоса
    - 15-о Изтребително авиокрило, авиобаза Сарагоса
    - 31-во Транспортно авиокрило, авиобаза Сарагоса
    - 801-ва Спасителна авиоескадрила, авиобаза Сон Сан Хуан

- Въздушно командване на канарските острови (Mando Aéreo de Canarias), Лас Палмас де Гран Канариа
  -     - 46-о Авиокрило, авиобаза Хандо

- Генерално въздушно командване, Мадрид
  - поддържа инфраструктурата, няма летателни подразделения

Спомагателни сили
- Командване за персонал
- Командване за логистична поддръжка
- Дирекция за икономически дела

Испанските ВВС са добре познати на авиационната общественост с въздушно-демонстрационните си групи „Патрул Орел“ (летящ на реактивни УТС местно производство CASA C-101 „Aviojet“) и „Патрул Острие“ (летящ на леки вертолети Eurocopter EC-120 „Colibrí“).

### Кралска гвардия (Guardia Real)
Кралската гвардия е специален корпус на Въоръжените сили на Кралство Испания, осигуряващ почетен караул на краля и охрана на кралските резиденции. Физическата охрана на кралското семейство се осигурява от отдел на Гражданската гвардия.
Числеността на гвардията е приблизително 1900 военнослужещи от армията, ВМС и ВВС. Гвардията има пълна бойна подготовка и членовете ѝ дори скоро са участвали в мисии в Ирак и Афганистан.
Кралската гвардия е една от най-старите подобни институции в света. Съществува от създаването на Корпуса на кавалерите на личните покои на краля на Кастилия „Монтерос де Еспиноса“ (Monteros de Espinosa) от Санчо Гарсия през 1006 г.

#### Оперативна структура
- Командване и щаб
- Група за поддръжка
  - Командване
  - Щабна рота
  - Рота за охрана
  - Свързочна рота
  - Тренировъчен център
  - Религиозна служба
- Група за ескорт
  - Рота за военен контрол (военна полиция)
  - Рота алебардисти
  - Ескадрон за кралски ескорт
  - Кралска батарея
  - Ядро за обучение по езда
- Почетна група
  - Рота „Монтерос де Еспиноса“ (Monteros de Espinosa) [Армия]
  - Рота „Мар Осеано“ (Mar Océano) [ВМС]
  - Рота „Плус Ултра“ (Plus Ultra) [ВВС]
  - Водолазна част
  - Планинска група
- Логистична група
  - Командване
  - Административна рота
  - Ремонтна рота
  - Транспортна рота
  - Логистични служби
- Военен оркестър
  - Командване
  - Симфоничен оркестър
  - Барабанчици и флейтисти на Кралската гвардия
  - Фанфарна секция
  - Брас бенд на Кралската гвардия
  - Биг бенд на Кралската гвардия
  - Камерни ансамбли

### Сили за реакция при бедствия (Unidad Militar de Emergencias – UME)
Силите за реакция при бедствия са самостоятелен корпус на въоръжените сили, създаден от правителството на Хосе Луис Родригес Сапатеро през 2005 г. и кралски декрет от следващата година. Характерно за него е, че също както и Кралската гвардия военнослужещите му са под отделно оперативно командване, но административно остават част от трите основни вида въоръжени сили. Числеността му е приблизително 4000 души. Основните функции на корпуса са:
- Реакция при кризи от природен характер, като наводнения, разливи на опасни субстанции, земетресения, свлачища, лавини и снежни бури и т.н.
- Реакция при горски пожари
- Реакция при замърсявания с ядрени, химически или биологически агенти
- Реакция при терористични атаки или кризи, причинени от престъпни дейности, срещу критичната национална инфраструктура и местата за съхранение на опасни вещества
- Реакция при замърсявания на околната среда
- Реакция по заповед на министър-председателя на Кралство Испания

#### Оперативна структура
- Щаб на силите (авиобаза Торехон де Ардос)
- Групировка на авиационните средства (авиобаза Торехон де Ардос)
  - 43-та Авиогрупа за борба с пожари (авиобаза Торехон де Ардос)
  - екипажи на вертолети AS.532AL Cougar на 402-ра Ескадрила на ВВС (авиобаза Хетафе)
  - екипажи на вертолети CH-47D от 5-и Батальон транспортни вертолети на армейската авиация FAMET, (армейска авиобаза Мадрид – Колменар Вйехо)
  - екипажи на вертолети EC.135T2/T2+ от Тренировъчния център на армейската авиация FAMET, (армейска авиобаза Мадрид – Колменар Вйехо)
- 1-ви Батальон за реакция при кризи (BIEM I, авиобаза Торехон де Ардос)
- 2-ри Батальон за реакция при кризи (BIEM II, авиобаза Морон де ла Фронтера)
- 3-ти Батальон за реакция при кризи (BIEM III, армейска авиобаза Бетера)
- 4-ти Батальон за реакция при кризи (BIEM IV, авиобаза Сарагоса)
- 5-и Батальон за реакция при кризи (BIEM V, армейска база Сан Андрес дел Рабанедо)
- Логистичен полк на Силите за реакция при кризи (авиобаза Торехон де Ардос)
  - Командване
  - Предна логистична група
  - Техническа логистична група
- 2 отряда за интервенция при природни бедствия

### Гражданска гвардия (Guardia Civil)
Гражданската гвардия е създадена по образец на френската жандармерия като военизирана структура за правоохрана. Тя следва френския модел за разделение на работата с националната полиция на Испания, като полицията осигурява охраната на правовия ред в големите градове, а гражданската гвардия работи в малките общини, труднодостъпни райони, като планинските, осигурява охраната на стратегическата национална инфраструктура, патрулира магистралната мрежа на страната и действа като военна полиция и контраразузнавателна служба антитерористична служба, борба с наркотрафика, брегова охрана, както и охрана на местата за лишаване от свобода и лична охрана на кралското семейство. Формално начело стои монархът със запазения за него чин капитан-генерал на Гражданската гвардия. Де факто начело е генералният директор на Гражданската гвардия (цивилно лице), подпомаган от заместника си с длъжност заместник-директор по операциите и чин генерал-лейтенант от Гражданската гвардия.

#### Оперативна структура[6]

##### Главна оперативна дирекция (Dirección Adjunta Operativa), Мадрид
Командване за операции (Mando de Operaciones)
- Щаб на Гражданската гвардия, Мадрид
- Дирекция Специални сили и резерв
- Дирекция Информация
- Дирекция Съдебна полиция
- Дирекция Митническа и гранична охрана
- Дирекция Пътен контрол
- Дирекция Охрана на околната среда

Секретариат за международно сътрудничество
Служба за вътрешен контрол
Генерална поддирекция за персонал (Subdirección General de Personal), Мадрид
- Дирекция за персонал
- Дирекция за обучение
- Дирекция за обслужване на персонала
- Постоянен секретариат за класификация и оценка
- Служба за общи дела
- Историческа служба
- Съвещателен офис

Генерална спомагателна поддирекция (Subdirección General de Apoyo), Мадрид
- Дирекция на спомагателните служби
- Дирекция на техническите служби
- Дирекция за икономически дела

Служби на централно подчинение:
- Специална част за интервенция (Unidad Especial de Intervención – UEI. антитерористичен отряд)
- Отряд за охрана на Кралския двор (Destacamento de la Casa Real)

Специализирани служби на Гражданската гвардия:
- Група за бързо реагиране (Grupo de Acción Rápida – GAR)
- Въздушна служба на Гражданската гвардия (Servicio Aéreo de la Guardia Civil – SAER / SAGUCI)
- Морска служба на Гражданската гвардия (Servicio Marítimo de la Guardia Civil)
- Специална група за подводна работа (Grupo Especial de Actividades Subacuáticas – GEAS)
- Групи за планинско спасяване и интервенция (Grupos de Rescate e Intervención en Montaña – GREIM)
- Служба за защита на околната среда (Servicio de Protección de la Naturaleza – SEPRONA)
- Групировка за контрол на автотрафика (Agrupación de Tráfico)

Териториална организация:
- 17 зони на Гражданската гвардия
  - 56 комендантства на Гражданската гвардия
    - роти на Гражданската гвардия
      - постове на Гражданската гвардия